# Битва при Санлури
Битва при Санлури (исп. Batalla de Sanluri) — сражение, произошедшее 30 июня 1409 года между армией сардинского юдиката Арборея и арагонской армией во главе с королём Сицилии Мартином I в ходе сардинско-арагонской войны.
Сражение произошло около укреплённой деревни Санлури в Сардинии. Арборейская армия возглавлялась юдексом Гильомом II Нарбонским, а Мартин лично командовал арагонской армией. Сардинская армия состояла в основном из наёмников, в том числе известных генуэзских арбалетчиков и других подразделений из Франции и Северной Италии.
Известны несколько деталей о битве. Арагонцы были менее многочисленны, но гораздо лучше подготовлены, и им удалось разделить арборейскую армию на две части, которые затем были уничтожены отдельно. Контингент под командованием Гильома выжил, укрывшись в замке Монреале (ит.), в ближайшей деревне Сардара. Другие сардинские войска были захвачены в Санлури, и с тех пор большая часть местного сардинского населения была зарезана на равнине, которая с тех пор получила название на сардинском языке s’occidroxiu (рус. бойня, убой, резня).
Мартин умер несколько дней спустя в Кальяри, предположительно от малярии, переданной санлурийской любовницей. Эта битва не была окончательной, но это было одно из главных противостояний арагонского завоевания Арбореи, которая была окончательно аннексирована в следующем году.